# Vienna Art Award
Der Vienna Art Award (Eigenschreibweise: viennaARTaward) ist ein Preis, der vom Wiener Landesgremium Der Kunsthandel der Wirtschaftskammer Wien vergeben wird. Es ist ein Ehrenpreis für besondere Verdienste um die Kunst, ihre Vermittlung und Vermarktung. Er wurde im Jahre 2002 das erste Mal vergeben.
Die ursprüngliche Bezeichnung dieser Auszeichnung lautete „OscART“, doch nachdem im Jahr 2014 von der Academy of Motion Picture Arts and Sciences ein Rechtsstreit wegen der Namensähnlichkeit zum Filmpreis „Oscar“ angedroht wurde, wurde der Preis auf viennaARTaward umbenannt.
Seit dem Jahr 2011 findet die Vergabe des Preises im Rhythmus von 2 Jahren statt.

## Die viennaARTaward-Skulptur
Die viennaARTaward-Skulptur für die Gewinner wird jedes Jahr von einem zeitgenössischen Künstler oder einer zeitgenössischen Künstlerin entworfen – bisher waren dies:
- Leo Zogmayer (2002)
- Gerold Tagwerker (2003)
- Oskar Höfinger (2004)
- Esther Stocker (2005)
- Werner Feiersinger (2006)
- Marko Lulic (2007)
- Roland Kollnitz (2008)
- Fabian Seiz (2009)
- Sonja Gangl (2010)
- Michael Kienzer (2011)
- Anna-Maria Bogner (2013)
- Peter Weibel (2015)
- Peter Paszkiewicz (2017)
- Johannes Höfinger (2019)